# Copa Asiática Femenina de la AFC de 2006
La Copa Asiática Femenina de la AFC de 2006 fue la 15.a edición del máximo torneo de selecciones femeninas absolutas ogranizado por la Confederación Asiática de Fútbol (AFC). Se realizó en Australia, entre el 16 y 30 de julio de 2006.
A partir de esta edición el torneo dejó su nombre anterior de Campeonato Femenino de la AFC para denominarse Copa Asiática Femenina de la AFC.
El torneo sirvió como clasificatorio de la AFC para la Copa Mundial Femenina de Fútbol de 2007 a realizarse en China, con dos cupos directos disponibles además de China, clasificado automáticamente como anfitrión, los cuales ganaron Australia (finalista) y Corea del Norte (tercer puesto), mientras Japón (cuarto puesto) logró su clasificación al mundial tras superar a México en la repesca intercontinental.

## Formato de competición
El torneo consistió en dos grupos, uno de cuatro equipos y otro de cinco equipos, donde los 2 mejores de cada grupo avanzaron a la segunda ronda. Los cuatro mejores equipos se medirán en encuentros de eliminación directa; semifinales, partido por el 3º lugar y final. 

## Selecciones participantes
| Selecciones participantes | Selecciones participantes | Selecciones participantes | Selecciones participantes |
| ------------------------- | ------------------------- | ------------------------- | ------------------------- |
| Australia                 | Birmania                  | China                     | China Taipéi              |
| Corea del Norte           | Corea del Sur             | Japón                     | Tailandia                 |
| Vietnam                   |                           |                           |                           |

## Sedes
| Adelaida          |                       |
| Estadio Hindmarsh | Marden Sports Complex |
| Aforo: 16 500     | Aforo: 6 000          |
|                   |                       |

## Segunda fase

### Final
|                                       |
| Bandera de la República Popular China |
| Campeón China 8.º título              |

## Goleadoras
7 goles
- Yūki Nagasato
- Jung Jung-suk

4 goles
- Ma Xiaoxu
- Homare Sawa
- Mizuho Sakaguchi
- Ri Un-suk

3 goles
- Caitlin Munoz
- Lisa De Vanna
- Kim Yong-ae
- Ri Un-gyong

2 goles
- Joanne Peters
- Sarah Walsh
- Han Duan
- Cha Yun-hee
- Kim Joo-hye
- Kim Tan-sil
- Ri Kum-suk
- Pitsamai Sornsai

1 gol
- Alicia Ferguson
- Joanne Burgess
- Kate Gill
- Sally Shipard
- Pu Wei
- Aya Miyama
- Miyuki Yanagita
- Kozue Ando
- Shinobu Ohno
- Jin Suk-hee
- Jung Sey-hwa
- Kim Jin-hee
- Aye Mandar Hliang
- Daw My Nilar Htwe
- Ho Sun-hui
- Jo Yun-mi
- Hsieh I-ling
- Vũ Thị Huyền Linh

1 autogol
- Shin Sun-nam (contra Australia)

## Clasificadas alMundial de China 2007
| Bandera de Australia                   | Bandera de Japón                       | Bandera de la República Popular China | Bandera de Corea del Norte                 |
| Australia                              | Japón                                  | China                                 | Corea del Norte                            |
| Finalista de la Copa Asiática Femenina | Ganador de la repesca intercontinental | Anfitrión                             | Tercer puesto de la Copa Asiática Femenina |
| Clasificado: 27/07/06                  | Clasificado: 17/03/07                  | Clasificado: 01/05/03                 | Clasificado: 30/06/06                      |